# کلبه کوهستانی

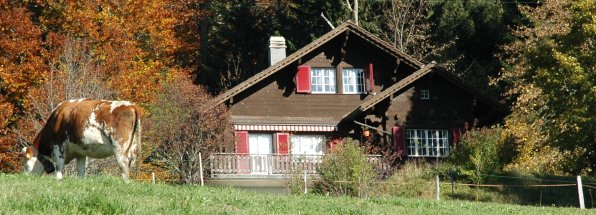
یک شله در آلپ سوئیس

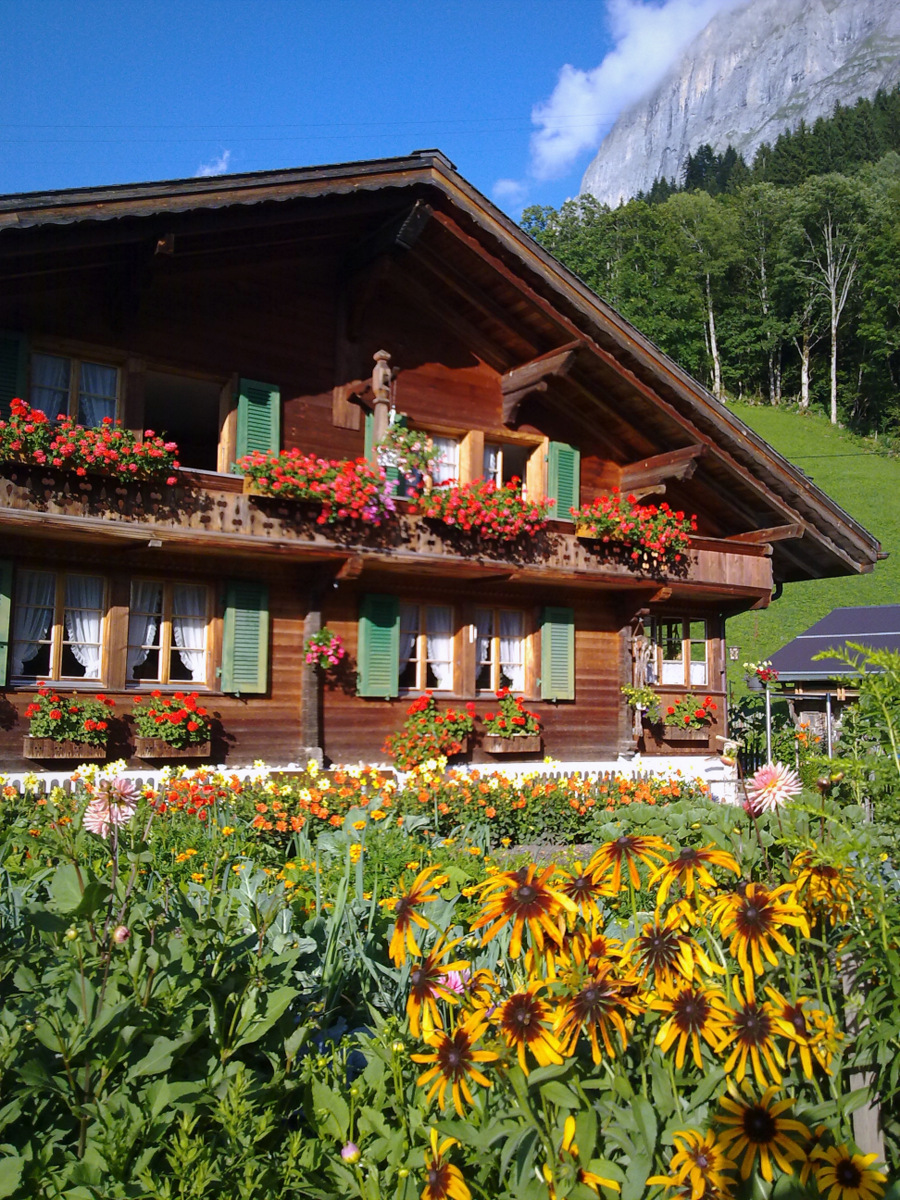
یک شله در آلپ سوئیس

کُلبهٔ کوهستانی یا شَلِه (به فرانسوی: Chalet) به خانه‌های کلبه‌مانندی گفته می‌شود که در مناطق کوهستانی ساخته می‌شود و از ساختار فنی ساده‌ای در بنا کردن آن‌ها استفاده شده است.
در ایران ساختمان‌هایی شبیه به شله‌های اروپایی در اطراف پیست‌های اسکی اطراف تهران (دربندسر و دیزین) و برای اسکان اسکی‌بازان، به صورت اجاره‌ای ساخته می‌شود.
به مسئول این کلبه‌های کوهستانی، کلبه‌دار می‌گویند.